# Subsecretaría del Interior
La Subsecretaría del Interior de España es el órgano directivo del Ministerio del Interior que dirige los servicios comunes del Departamento y gestiona las políticas gubernamentales relativas a protección civil, tráfico y seguridad vial. Asimismo, también tiene competencias sobre procesos electorales, régimen de los partidos políticos, protección internacional y apoyo a las víctimas del terrorismo.

## Historia
La historia de la subsecretaría se remonta a 1835 cuando, por Real decreto de 2 de abril, Ángel Vallejo Villalón es nombrado subsecretario de la Secretaría de Estado y del Despacho de Interior. Esta denominación ha variado con el tiempo, también recibiendo la de Subsecretaría de Gobernación del Reino o simplemente Gobernación. En origen, el Ministerio del Interior poseía competencias que ahora corresponden a numerosos departamentos ministeriales (obras públicas, educación, bellas artes, gobierno interno, industria, etc) además de las propias en seguridad pública.
Entre 1812 y 1977, el Ministerio de esta Subsecretaría ha variado de denominación intermitentemente entre Interior y Gobernación, prefiriendo la primera denominación para el periodo democrático actual, siendo confirmada en 1977. Entre 1994 y 1996 se fusionaron los ministerios de Justicia e Interior, refundiéndose durante ese periodo con la Subsecretaría de Justicia.
En 2024 se transfirieron a la Dirección General de Política Interior las responsabilidades y estructuras relacionadas con los recursos humanos, gestión económico-patrimonial, obras y seguridad, así como inspección e innovación, a excepción de la Oficina Presupuestaria.

## Estructura
De la Subsecretaría del Interior dependen los siguientes órganos directivos:
- La Secretaría General Técnica.
  - La Vicesecretaría General Técnica.
  - La Subdirección General de Recursos, Reclamaciones y Relaciones con los Tribunales.
  - La Subdirección General de Asociaciones, Archivos y Documentación.
- La Dirección General de Política Interior.
  - La Subdirección General Política Interior y Procesos Electorales.
  - La Subdirección General de Recursos Humanos.
  - La Subdirección General de Gestión Económica y Patrimonial.
  - La Oficialía Mayor.
  - La Subdirección General de Innovación, Calidad e Inspección de los Servicios.
- La Dirección General de Tráfico.
  - La Secretaría General.
  - La Subdirección General de Gestión de la Movilidad y Tecnología.
  - El Observatorio Nacional de Seguridad Vial.
  - La Subdirección General de Formación y Educación Vial.
- La Dirección General de Protección Civil y Emergencias.
  - La Subdirección General de Prevención, Planificación y Emergencias.
  - La Subdirección General de Gestión de Recursos y Subvenciones.
  - La Subdirección General de Formación y Relaciones Institucionales.
    - La Escuela Nacional de Protección Civil.
- La Dirección General de Apoyo a Víctimas del Terrorismo.
  - La Subdirección General de Apoyo a Víctimas del Terrorismo.
  - La Subdirección General de Ayudas a Víctimas del Terrorismo.
- La Dirección General de Protección Internacional.
  - La Subdirección General de Relaciones Institucionales e Información de Protección Internacional.
  - La Subdirección General de Asuntos Generales y Jurídicos de Protección Internacional.
  - La Subdirección General de Instrucción de Protección Internacional y Apatridia.
- El Gabinete Técnico, como órgano de apoyo y asistencia directa, para facilitar el despacho y la coordinación de los órganos y unidades dependientes de aquélla. Elabora los estudios e informes necesarios, y realiza cuantas otras misiones le encomiende el subsecretario.
- La Oficina Presupuestaria, a la que le corresponde la coordinación y redacción del anteproyecto de presupuesto, el control y evaluación de los gastos y la realización de aquellos informes que le competan por afectar a los ingresos o gastos del Departamento.

## Subsecretarios
Desde diciembre de 2023, la titular de la Subsecretaría es Susana Crisóstomo Sanz.

## Presupuesto
La Subsecretaría del Ministerio del Interior tiene un presupuesto asignado de 1 685 183 740 € para el año 2023. El considerable aumento con respecto al año anterior, de casi 400 millones de euros, se debe principalmente al incremento de la partida destinada a sufragar elecciones, pues 2023 es año electoral en España.
De acuerdo con los Presupuestos Generales del Estado para 2023, la Subsecretaría participa en seis programas:
| Nº Programa                           | Programa                                                                              | Dotación        | Ref.   |
| ------------------------------------- | ------------------------------------------------------------------------------------- | --------------- | ------ |
| 131M                                  | Dirección y Servicios Generales de Seguridad y Protección Civil                       | 210 674 400 €   | [ 6 ]  |
| 131P                                  | Derecho de asilo y apátridas a través de la Dirección General de Política Interior    | 16 202 480 €    | [ 7 ]  |
| 132B                                  | Seguridad vial a través de la Jefatura Central de Tráfico                             | 843 726 650 €   | [ 8 ]  |
| 134M                                  | Protección civil a través de la Dirección General de Protección Civil y Emergencias   | 16 749 710 €    | [ 9 ]  |
| 924M                                  | Elecciones y Partidos Políticos a través de la Dirección General de Política Interior | 461 567 980 €   | [ 10 ] |
| 000X                                  | Transferencias internas                                                               | 107 600 €       | [ 11 ] |
| 000X                                  | Transferencias internas a través de la Jefatura Central de Tráfico                    | 136 154 920 €   | [ 11 ] |
| Total presupuesto de la Subsecretaría | Total presupuesto de la Subsecretaría                                                 | 1 685 183 740 € |        |